# Cádi
Um cádi ou qadí (em árabe: قاضي qāḍī) é um juiz muçulmano que julga segundo a xaria, o direito religioso islâmico.
Os cádis julgam temas religiosos, tais como heranças, matrimônios, divórcios, ainda que teoricamente detêm jurisdição sobre todas as questões legais que envolvam muçulmanos, tanto em questões civis quanto penais. A sentença de um cádi deve basear-se na ijma, o consenso predominante dos ulemás, acadêmicos islâmicos. 